# Activesphere
L'Audi Activesphere és un prototip d'automòbil presentat per la marca alemanya el gener de 2023. Aquest model de cotxe destaca per ser un un coupé elèctric de luxe, que es pot convertir en una camioneta. També destaca per ser un concepte de funcionament innovador amb auriculars de realitat augmentada.